# Auma
Auma was een stad in de Duitse deelstaat Thüringen, gelegen in het Landkreis Greiz. Op 1 december 2011 werd ze onderdeel van de landgemeente Auma-Weidatal.
De stad, voor het eerst genoemd in 1248, omvat de ortsteilen Gütterlitz, Krölpa, Muntscha, Wenigenauma en Zickra.